# Burg Vogtsberg
Die Burg Vogtsberg ist eine abgegangene Höhenburg auf 270 m ü. NN über dem Thierbach zwischen Acholshausen und der Gemeinde Gaukönigshofen im unterfränkischen Landkreis Würzburg in Bayern.
Die Burg Vogtsberg war ursprünglich als Fliehburg erbaut, wurde im Laufe der Jahrhunderte zu einer mittelalterlichen Burg ausgebaut und 1525 im Pfälzischen Bauernkrieg zerstört. Der Burgstall lässt nur noch den Burggraben erkennen und ist heute ein Bodendenkmal.